# 유리 포들라치코프
유리 포들라치코프(Iouri Podladtchikov, 1988년 9월 13일 ~ )는 스위스의 남자 스노보드 선수이다. 2014년 2월 11일 소치 동계올림픽 남자 스노보드 하프파이프 경기에서 금메달을 획득했다.
1988년 9월 13일 소련 모스크바주 포돌스크에서 태어났다. 4살때부터 가족과 함께 스위스에 이주하였지만 줄곧 러시아 국적을 유지하였다. 2006년 토리노 동계올림픽에서 러시아 대표 선수로 출전하였으나, 2005-2006 월드컵 대회를 마친 후 그는 돌연 스위스 국적을 취득하였다. 코치와의 불화와 전반적인 러시아의 훈련체계에 대한 불만이 그 이유였다. 2010년 밴쿠버 동계올림픽부터 그는 러시아가 아닌 스위스 대표로 출전하고 있다.

## 동계올림픽 성적
세 차례 동계올림픽에 출전하였으며, 통산 1개의 금메달을 획득하였다.
| 대회               | 날짜     | 장소            | 종목       | 결과 | 메달 |
| ------------------ | -------- | --------------- | ---------- | ---- | ---- |
| 2006년 동계 올림픽 | 2월 12일 | 이탈리아 토리노 | 하프파이프 | 37위 | -    |
| 2010년 동계 올림픽 | 2월 18일 | 캐나다 밴쿠버   | 하프파이프 | 4위  | -    |
| 2014년 동계 올림픽 | 2월 11일 | 러시아 소치     | 하프파이프 | 1위  |      |